# Sequência não codificante conservada
Uma sequência não codificante conservada (abreviado na literatura como CNS, do inglês conserved non-coding sequence) é uma sequência de DNA de DNA não codificante que é evolutivamente conservada. Estas sequências são de interesse por seu potencial para regular a produção de genes.
CNSs em plantas e animais estão altamente associados com sítios de ligação de fator de transcrição e outros elementos reguladores atuando em cis. Sequências não-codificadas conservadas podem ser locais importantes de divergência evolutiva como mutações nessas regiões podem alterar a regulação de genes conservados, produzindo padrões específicos de espécies expressão gênica. Estas características fizeram delas um recurso inestimável em genômica comparativa.